# Teen Agent
Teen Agent ist ein Point-and-Click-Adventure-Computerspiel, das von Metropolis Software House entwickelt und als Shareware für MS-DOS und Amiga vertrieben wurde. In Polen erschien eine Sonderausgabe auf CD-ROM mit Soundtrack und Sprachaufnahmen, die von CD Projekt veröffentlicht wurde. Am 31. März 2009 wurde es bei GOG.com als dauerhafte Freeware veröffentlicht.

## Handlung
Aus sämtlichen Banken Amerikas sind Goldbarren verschwunden. Die für übersinnliche Phänomene zuständige Bundesbehörde RGB bildet daher den Protagonisten als einen neuen Agenten aus. Dieser unterläuft eine pseudo-militärische Grundausbildung und trainiert Gefängnisausbruch, Tauben einfangen oder Geheimcodes knacken.

## Rezeption
PC Games zeichnete es in Ausgabe 06/1995 als Shareware-Spiel des Monats aus. Hervorgehoben wurden die gute Hintergrundgeschichte, einfache Bedienung, knifflige Rätsel und witzige Dialoge. Es böte tolle VGA-Grafik und Animation sowie gute Geräuschuntermalung. Die Geschichte nehme sich nicht besonders ernst. Die Rätsel seien recht schwierig, aber bleiben dennoch auch für Anfänger lösbar.